# Nindža (roman)
Nindža je roman o borilnih veščinah, ki ga je leta 1980 napisal ameriški pisatelj Eric Van Lustbader. 

## Snov in motiv
Roman razkriva svet skrivnih morilcev nindž, za katere se je dolgo časa verjelo, da so izginili v srednjem veku, vendar je njihova smrtonosna umetnost preživela in se ohranila do današnjih dni. Nindža je prvi roman v zbirki 6. knjig o glavnem junaku Nicholasu Linnearu. Roman je zgodba o maščevanju, ljubezni in smrti.

## Vsebina
Nicholas Linnear preživlja mladost na Japonskem, kjer vadi samurajsko mečevanje in ajkido. Bratranec Saigo je ljubosumen nanj. Njun odnos se zaostri, ko ga Nicholas premaga v dvoboju. Saigo zapusti šolo, dodžo. Pridruži se nindžam in se uri v kudžikiri rjuju, zloglasni »črni šoli«. Naslednjič Saigo premaga Nicholasa, ker je izurjen v nindžicu. Nicholas se odloči za nov pristop k vadbi borilnih veščin in izbere »dobro« tako imenovano »rdečo šolo« nindžuca. Nicholas se mnogo let kasneje preseli v Ameriko. Tam spozna lepo Justino in se zaljubi vanjo. Policija zaprosi Nicholasa za pomoč pri okrutnem umoru poslovneža. Linnear sčasoma ugotovi, da je na sledi plačanemu morilcu, nindži. Stvar se zaplete, ko se izkaže, da je lovi nikogar drugega kot svojega starega sovražnika Saiga. Le-ta hoče ubiti Justininega očeta, bogatega poslovneža. Dvoboj na življenje in smrt med Nicholasom in Saigom je neizbežen.

## Naslovi v zbirki
1. Nindža,
2. Miko,
3. Beli nindža,
4. Kaišo,
5. Plavajoče mesto,
6. Druga koža.

## Ocene
Roman Nindža je temeljno delo sodobnega romana o borilnih veščinah. Z njim je Lustbader začrtal smernice tega žanra. Ima tudi vse značilnosti kriminalnega romana in erotičnega romana.